# 奇奇加爾帕

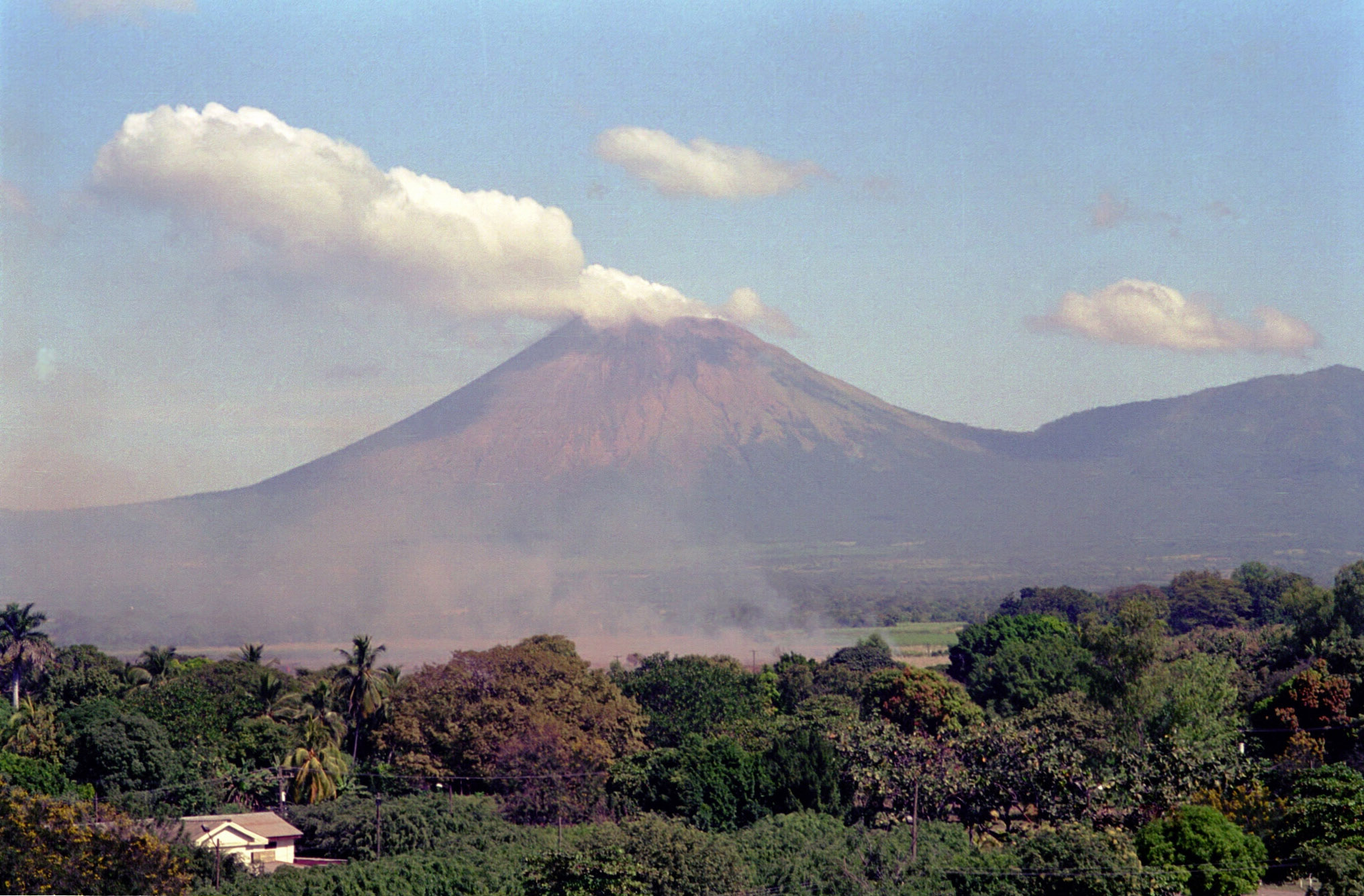

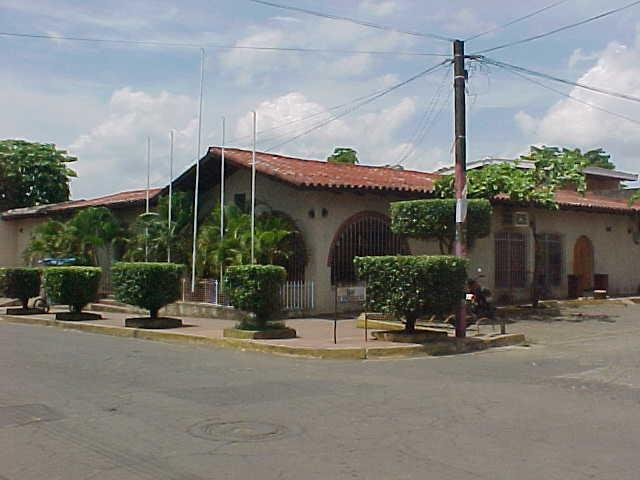

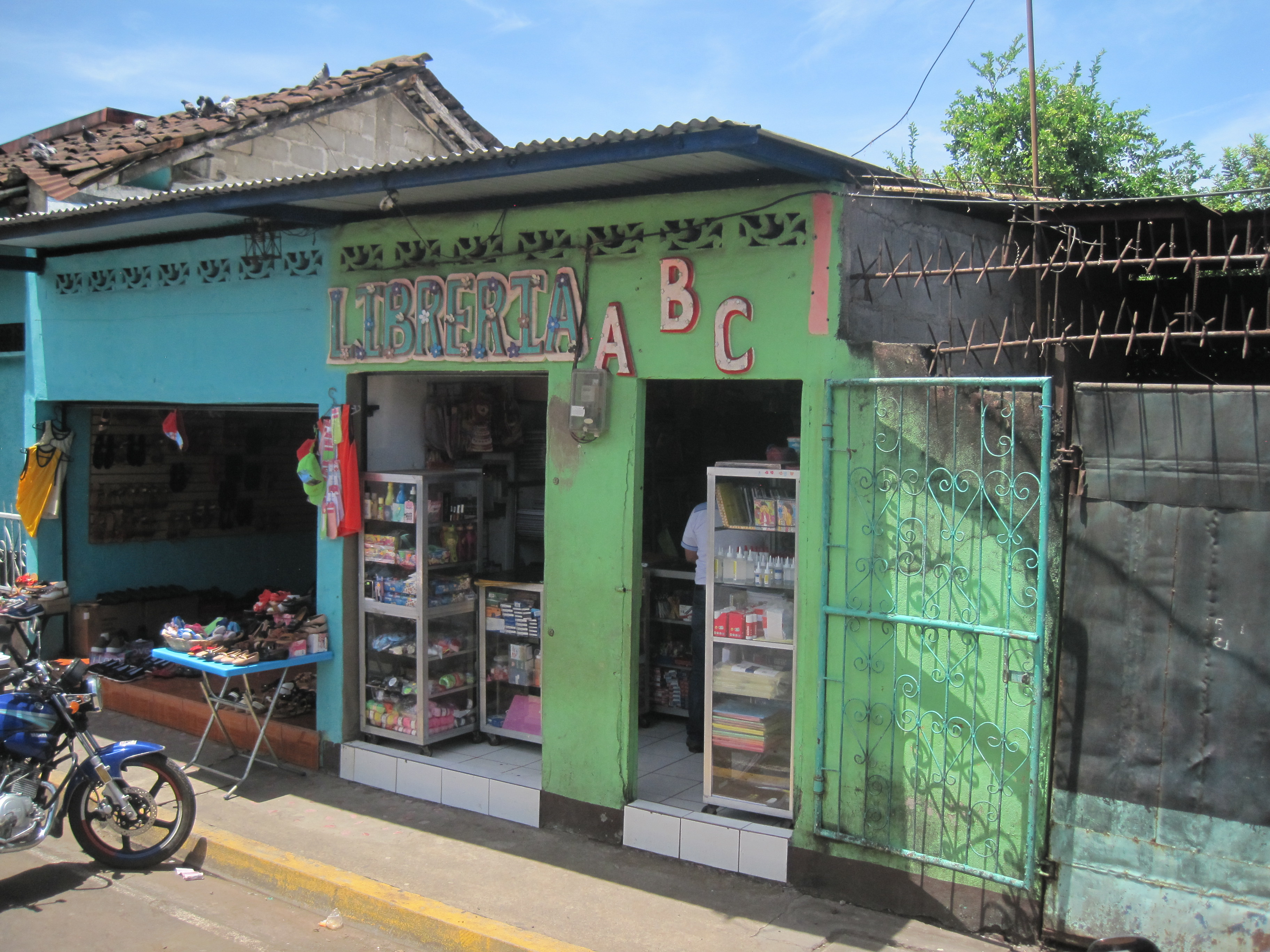

奇奇加爾帕（西班牙語：Chichigalpa），是尼加拉瓜的城鎮，位於該國西部，由奇南德加省負責管轄，始建於1839年，面積223平方公里，海拔高度65米，2005年人口44,769，人口密度每平方公里200.76人。